# سی‌جی‌ان
سی‌جی‌ان (Compagnie générale de navigation sur le Lac Léman) شرکت ترابری سوئیسی است، که در سال ۱۸۷۳ تأسیس شد.